# Nại Hà
Cầu Nại Hà (phồn thể: 奈何橋, Nại Hà kiều) là cây cầu ở Địa ngục thứ 10 (Thập Điện Chuyển Luân Vương) bắc qua Vong Xuyên (忘川) và được xem như ranh giới cuối cùng của Địa ngục. Những linh hồn sau khi đi qua cầu Nại Hà sẽ phải lựa chọn hoặc là uống một loại nước (canh Mạnh Bà hay còn gọi là cháo lú) để quên đi mọi thứ từ kiếp trước và bắt đầu một kiếp mới, hoặc là không uống, nhưng họ sẽ không được đầu thai ngay mà phải chịu đựng nỗi dày vò ngàn năm dưới dòng Vong Xuyên. Nếu ai chọn uống canh Mạnh Bà, linh hồn của họ sẽ được chuyển đến Phong Đô - nơi đầu thai chuyển kiếp.

## Ý nghĩa Nại Hà
Nại: Làm sao? Thế nào?
Hà: tiếng dùng để hỏi.
Nại Hà?: Làm sao? Làm thế nào?
Nại Hà kiều: Cầu Nại Hà, là cây cầu bắc ngang sông lớn mà người đi đến đó không biết cách nào để đi qua cầu cho khỏi té xuống sông, nên hỏi nhau: "Nại hà?", "Làm sao?"

## Truyền thuyết
Tương truyền, cõi Âm phủ có một cây cầu rất mỏng manh, bắc ngang một con sông lớn, ván lót gập ghềnh, trơn trượt, rất khó lên cầu để đi qua sông. Hơn nữa, dưới cầu là sông lớn có đủ các thứ rắn độc, cua kình hung dữ, đợi người nào lọt xuống thì chúng xúm lại xé thây ăn thịt.
Các chơn hồn nơi Âm phủ, khi đến cầu này, muốn lên cầu qua sông, nhìn thấy cảnh tượng như thế thì nản lòng thối bước, không biết làm thế nào để đi qua cầu cho được an toàn. Nhiều người cố đi qua, nhưng đến giữa cầu thì bị té xuống sông, rắn rít cua kình giành nhau phanh thây ăn thịt, thật là ghê gớm.
Có tất cả là sáu loại cầu Nại Hà: cầu làm bằng vàng, bạc, ngọc, đá, gạch, cây. Tương ứng với Lục đạo. Điện thứ mười là nơi nhận những quỷ hồn của các điện khác chuyển đến. Sau khi thẩm định phước phần của mỗi hồn, sẽ cho đi Đầu thai vào các nơi tương xứng, theo các tình trạng: nam hay nữ, giàu hay nghèo, sang hay hèn, khôn hay dại, thọ hay yểu v.v...Mỗi tháng, các điện sẽ chuyển giao một lần các quỷ hồn đến đây. Việc thọ sanh (đi đầu thai) này rất chi tiết, tỉ mỉ, phức tạp như là: đường nào trong bốn đường thai, noãn, thấp, hóa; như loài vật thì có loài không chân, hai chân, bốn chân hoặc nhiều chân. Có loài thì tự chết, có loài thì bị giết chết... Việc đúc kết rất cẩn thận vì tầm quan trọng lớn lao của nó. Kết quả sẽ ghi kỹ lưỡng cho mỗi quỷ hồn để đưa đến Phong Đô đầu thai.
Truyền thuyết Trung Quốc nói rằng, điện Diêm Vương thứ 10 (Thập Điện Chuyển Luân Vương) cai quản việc chuyển kiếp đầu thai. Tại điện này có cầu Nại Hà bắc qua Vong Xuyên hình cầu vồng, rất trơn. Ven dòng Vong Xuyên có một tảng đá gọi là Tam Sinh Thạch. Những kẻ giết người, gian ác phải leo qua cầu, dưới sông đầy thuồng luồng, cá sấu; hai đầu cầu lại lại có bầy chó ngao sẵn sàng cắn xé. Những linh hồn được đi đầu thai trở lại làm người đều phải qua Vong Đài (Đài Quên), uống canh Quên Lãng của Mạnh Bà để quên hết chuyện kiếp trước. Canh Mạnh Bà khiến người quên đi hết thảy, Tam Sinh Thạch ghi lại kiếp trước kiếp này của con người. Nhiều người còn nói là "uống nước sông Nại Hà" để quên đi kiếp trước trước khi đầu thai.